# Álvaro de Abreu
Álvaro Anes de Abreu, ou simplesmente Álvaro de Abreu, por vezes Álvaro de Abreu Falcão (c. 1379 - d. 29 de Dezembro de 1444), foi um prelado, diplomata, político e jurista português.

## Biografia
D. Álvaro de Abreu era filho segundo de Gonçalo Anes de Abreu, 1.º Senhor de Castelo de Vide de juro e herdade, etc, e de sua mulher Antónia Falcão, Senhora do Couto de Alvarandeo.
Foi o 20.º Bispo de Lamego de 1419 a 1421.
Foi 22.º Bispo do Algarve, então com sede em Silves, de 1421 a 1429, nomeado oficialmente apenas em 1426.
Foi 26.º Bispo de Évora, nomeado oficialmente em 1428, de 1429 a 1440.
Legado do Papa Papa Eugénio IV desde 1 de Maio de 1431, Regedor  da Corte, Embaixador, etc.
Em 1434 era Bispo de Évora, do Conselho de D. Duarte I de Portugal e seu Regedor das Justiças da Casa da Suplicação.
Foi conviva, nas cortes de D. João II e D. Duarte I, tendo presenciado o falecimento do primeiro.
Acompanhou os Infantes D. Henrique de Portugal e D. Fernando de Portugal, na desastrosa jornada de Tânger, em 1437. Opôs-se à restituição de Ceuta nas cortes de Leiria de 1438. Potencialmente foi retratado como um dos clérigos no Painel do Arcebispo, pertencente ao conjunto dos Painéis de São Vicente.
A 29 de Dezembro de 1444 D. Afonso V de Portugal privilegia Diogo Martins, Clérigo de Missa, beneficiado da Igreja de São Salvador da Vila de Beja, criado e Capelão do Bispo D. Álvaro de Abreu, autorizando-o a ter em sua casa um servidora, sem ser considerada barregã de Clérigo.